# Pons Descoyl
Pons Descoyl est un architecte catalan, travaillant à la fin du XIIIe siècle et au début du XIVe siècle.

## Origine
Les textes ne s'attardant pas sur la vie privée d'un homme de basse extraction, aussi talentueux soit-il, les historiens ne connaissent que son œuvre. Sa période d'activité se situe approximativement entre 1277 et 1311.

## Réalisation

### Perpignan et îles Baléares

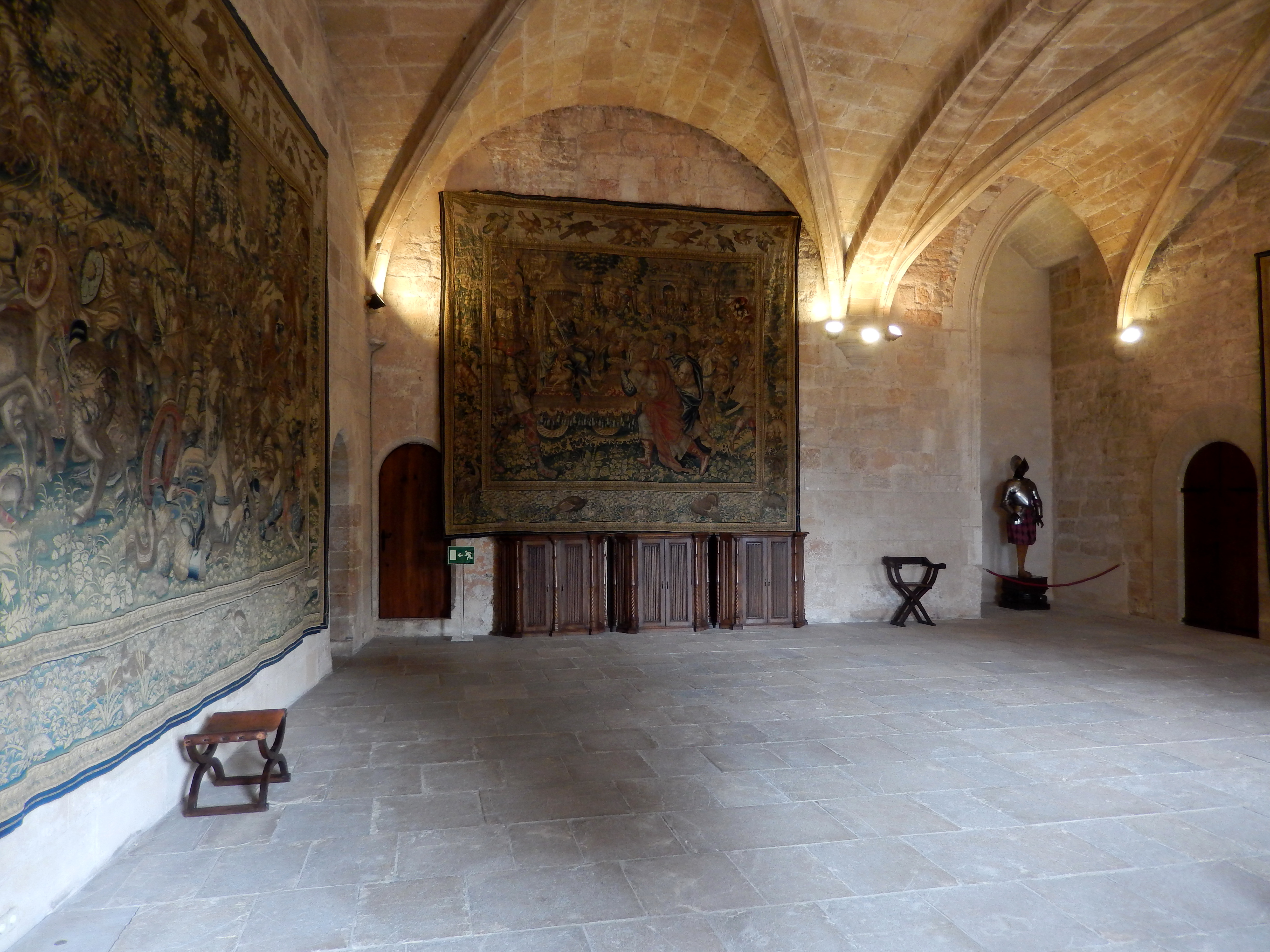
Salle voutée au château royal de l'Almudaina.

Son travail est étroitement lié à l'éphémère royaume de Majorque. Il conçoit le palais des rois de Majorque de Perpignan avec Ramon Pau et le Palais royal de l'Almudaina à Palma de Majorque. Ses chantiers concernent principalement des ouvrages entre le Roussillon et les îles Baléares, aire d'influence de son employeur, Jacques II de Majorque.

### Albi

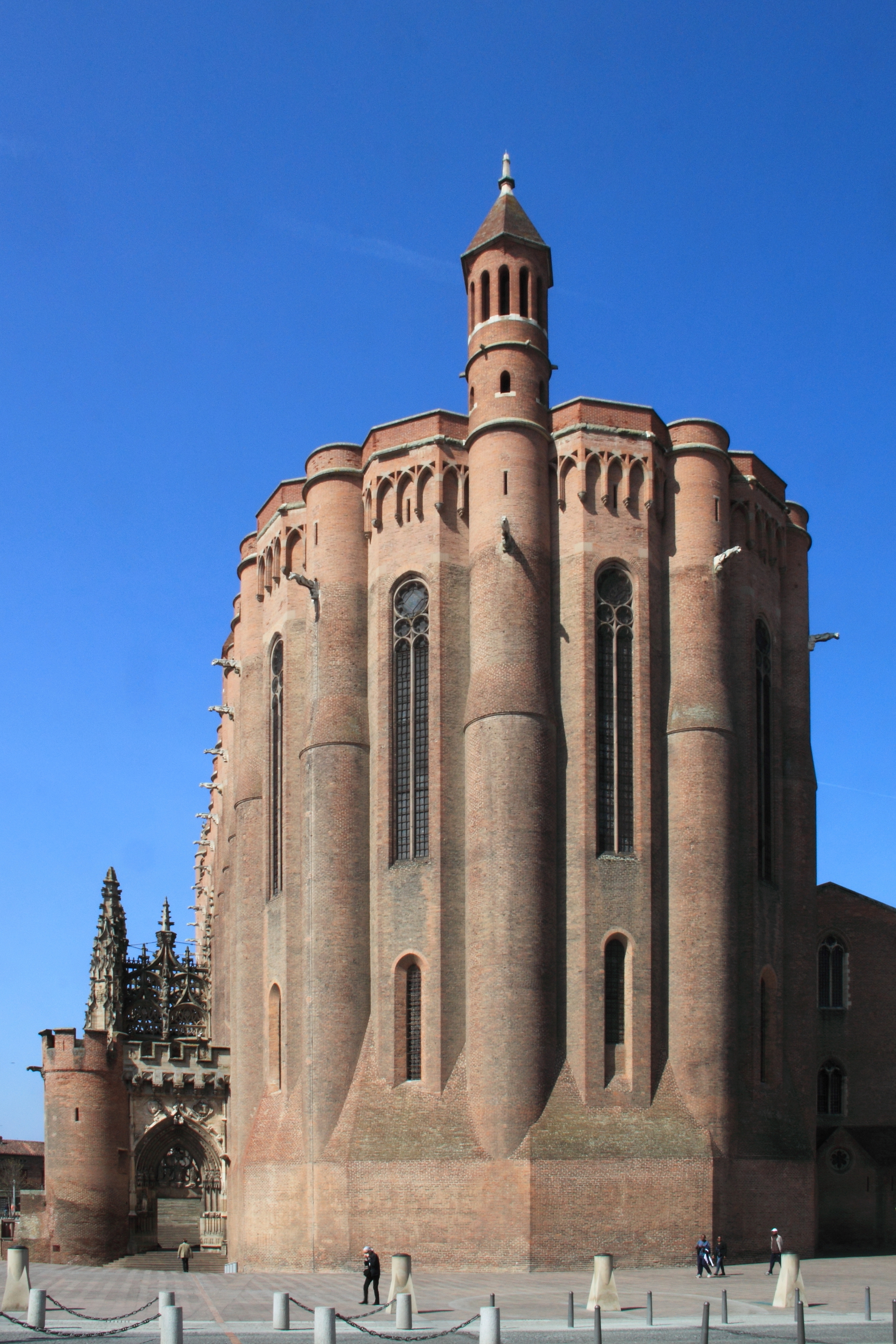
Cathédrale Sainte-Cécile d'Albi.

L'historien Jean-Louis Biget estime qu'il a probablement travaillé sur la cathédrale Sainte-Cécile d'Albi et sur le Palais de la Berbie de la même ville. En effet, Pons Descoyl disparait entre 1284 et 1303 des textes catalans et un témoignage au tribunal d'Albi cite la présence de magister Poncius vers 1293-1295. Le titre de magister le désigne architecte et Pons Descoyl est le seul de ce nom et de cette profession à cette époque. Lorsqu'il réapparait dans les archives catalanes en 1303, cette période correspond à un arrêt du chantier d'Albi. Il est logique que l'évêque d'Albi, Bernard de Castanet, natif de Montpellier, ait choisi un architecte renommé. Le professionnel catalan était probablement connu dans toute la région pour ses réalisations.
Des arguments techniques viennent appuyer cette thèse : l'abside de la cathédrale présente des ressemblances avec celle de la cathédrale de Palma de Majorque ou avec la chapelle du palais de Perpignan. L'allure austère d'Albi avec le bas de ses murs talutés rappelle ceux d'une forteresse et Pons est majoritairement connu pour son travail sur des ouvrages militaires. Par ailleurs, Josep Carrasco i Hortal, architecte catalan a comparé les instruments de mesure utilisés sur les chantiers médiévaux. Sur la cathédrale Sainte-Cécile, c'est la canne catalane de 1,555 m qui a été utilisée, alors qu'il existait la canne albigeoise et la canne toulousaine d'usage plus logique sans l'hypothèse de l'architecte étranger.

## Méthode de travail
Pons arrive à une époque où des traces écrites restent des plans et projets de chantier. Lui, dicte ses dessins à un collaborateur pour les faire parvenir au roi de Majorque. Ce dernier peut ainsi examiner le projet et discuter des plans avant l'érection des premiers murs. 